# Vertrag von Greenville

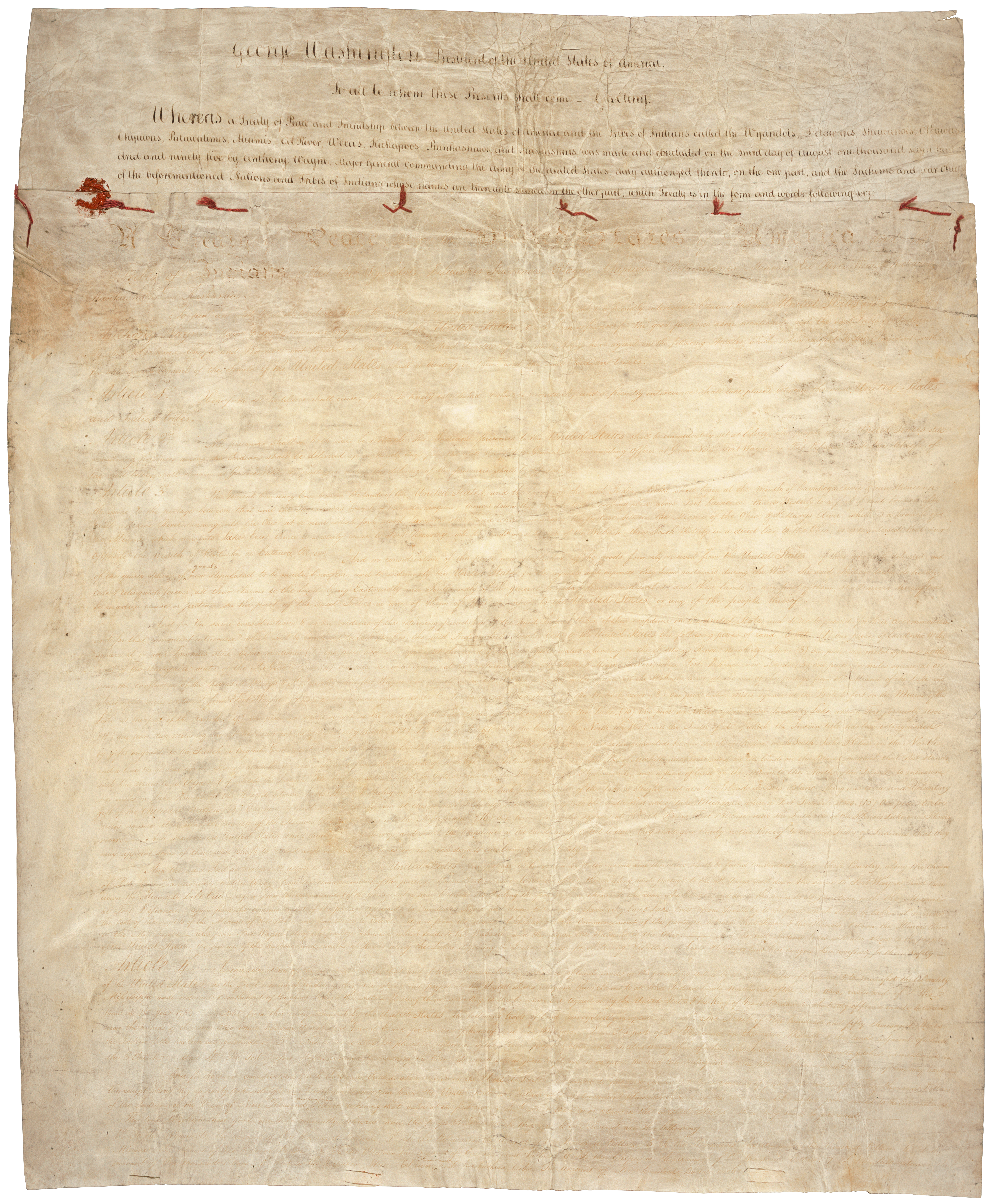
Erste Seite des Vertrags von Greenville

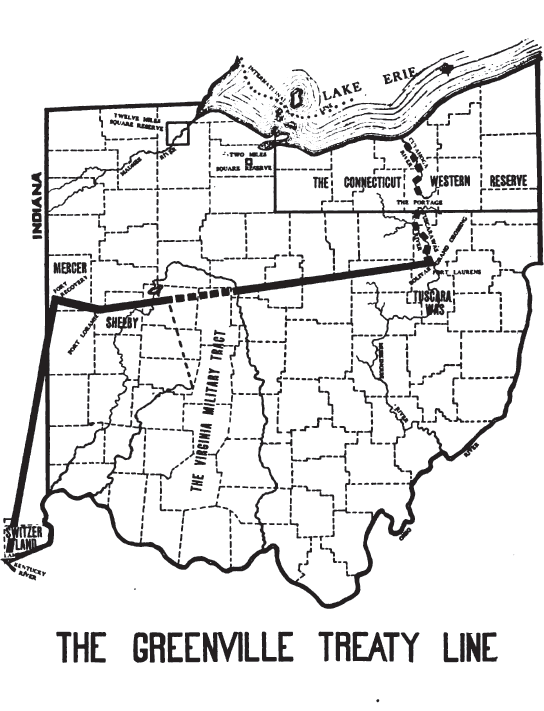
Die im Greenville-Vertrag festgelegte Grenze in Ohio und Indiana

Der Vertrag von Greenville wurde am 3. August 1795 in Fort Greenville (heute Greenville, Ohio) von einem Bund amerikanischer Ureinwohner und den Vereinigten Staaten unterzeichnet, nachdem die Indianer die Schlacht von Fallen Timbers verloren hatten. Der Vertrag markierte das Ende des Northwest Indian Wars. Die Vereinigten Staaten wurden durch General „Mad“ Anthony Wayne vertreten, der die amerikanischen Ureinwohner bei Fallen Timbers besiegt hatte. Im Austausch für Waren im Werte von 20.000 US-Dollar (wie Decken, Utensilien und Haustiere) überließen die amerikanischen Ureinwohner den Vereinigten Staaten große Teile des heutigen Ohios, den zukünftigen Standort von Chicago und das Fort-Detroit-Gebiet.
Die Führer der amerikanischen Ureinwohner, die den Vertrag unterzeichnet hatten, waren Mitglieder folgender Stämme:
- Wyandot
- Lenape (mehrere Gruppen)
- Shawnee
- Ottawa (mehrere Gruppen)
- Anishinabe
- Potawatomi (mehrere Gruppen)
- Miami (mehrere Gruppen)
- Wea
- Kickapoo
- Kaskaskia

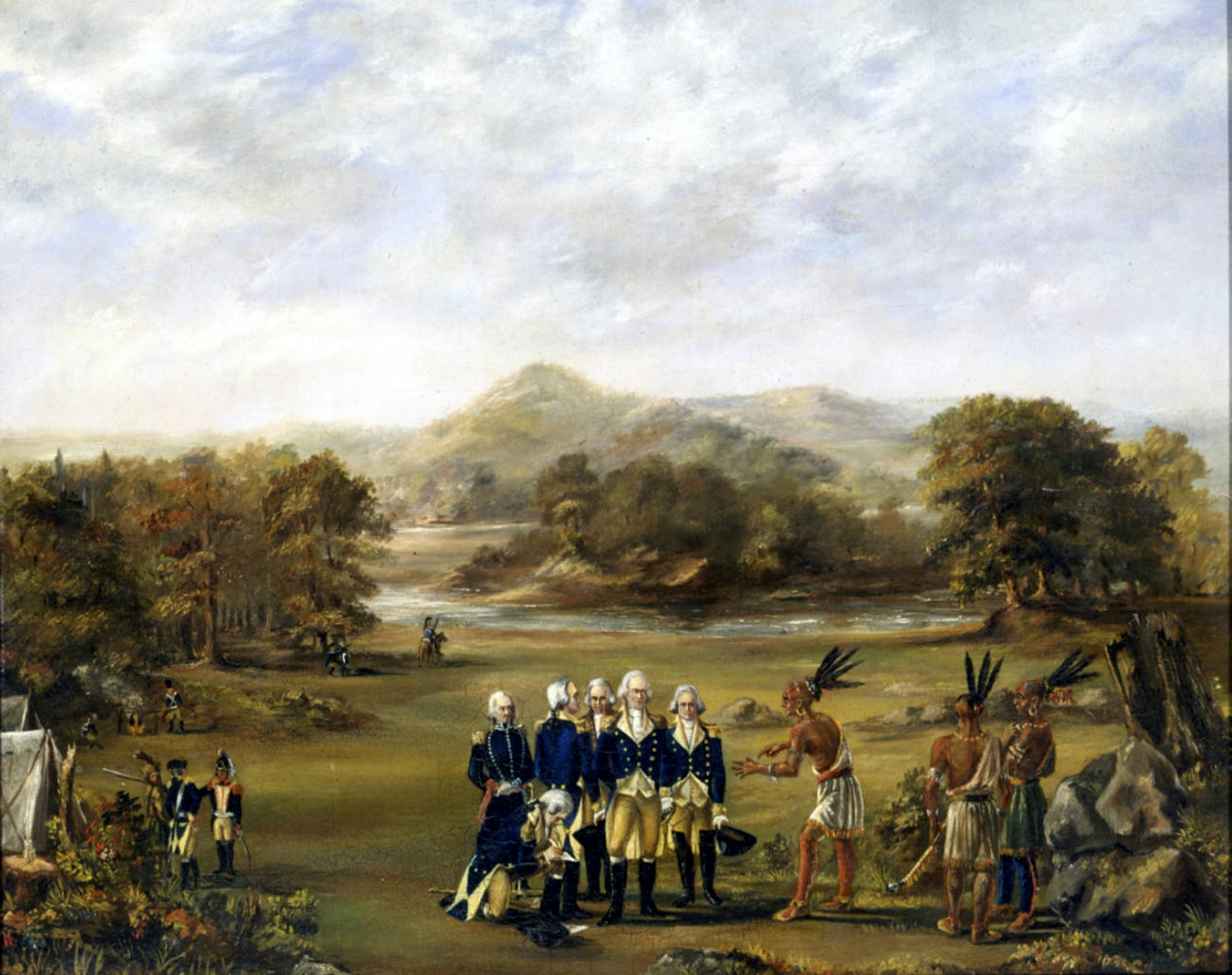
Vertragsverhandlungen (1795)

Der Vertrag richtete das ein, was als „Greenville Treaty Line“ bekannt wurde und mehrere Jahre eine Grenze zwischen dem Territorium der amerikanischen Ureinwohner und dem Land, das für weiße Siedler offen war, bildete. Die Siedler missachteten häufig die Vertragsgrenze, als sie sich auf Land niederließen, das den amerikanischen Ureinwohnern durch den Vertrag zugesichert war. Die Grenze bildete die Mündung des Cuyahoga Rivers am heutigen Standort von Cleveland und verlief dann südlich entlang des Flusses zu der Portage zwischen dem Cuyahoga und dem Tuscarawas River in das, was heute als Portage Lakes Gebiet zwischen Akron und Canton bekannt ist. Dann ging es den Tuscarawas hinab zum Fort Laurens nahe dem heutigen Bolivar und von dort westsüdwestlich zum heute nahegelegenen Fort Loramie am Ufer des Great Miami Rivers. Von da an verlief die Grenze westnordwestlich zum Fort Recovery am Wabash River, nahe der heutigen Grenze der Bundesstaaten Ohio und Indiana. Von Fort Recovery ging es dann südsüdwestlich zum Ohio River an einen Punkt gegenüber der Mündung des Kentucky Rivers, wo heutige Carrollton, Kentucky liegt.